# Duilian (Wushu)
Il Duilian (对练, "allenarsi in coppia"), è una tecnica di combattimento del Wushu (arti marziali cinesi), che prevede un metodo di approccio al combattimento tramite una sequenza preordinata di movimenti applicativi che vengono eseguiti da due o più persone.

## Descrizione
Nei Duilian ritroviamo le tecniche che compongono le arti marziali cinesi, come per esempio le Tuifa ("tecniche di gamba"), le proiezioni e quindi le cadute, le leve (Qinna), le tecniche di pugno e di palmo, ecc. La funzione di questo lavoro, che deve riprodurre una atmosfera vicina a quella del combattimento reale, è quella di comprendere meglio il significato dei movimenti che in precedenza si sono praticati da soli, cioè nel Taolu ("forma"). Un elemento che occorre sottolineare è il valore simbolico del riprodurre il combattimento, infatti sebbene, come abbiamo detto sopra vi debba essere l'idea di interpretare un combattimento, si deve assolutamente evitare di ferire il proprio compagno di allenamento.
Il Duilian richiede una intensa collaborazione tra coloro che lo eseguono quindi promuove agilità, cooperazione, intelligenza, intuito, concentrazione. Esso include azioni di attacco, difesa e contrattacco.
Quindi il Duilian deve contenere: movimenti corretti e precisi, ritmo identico, distanza appropriata. Il Duilian può essere a mano nuda (徒手对练 Tushou Duilian, oppure 空手对练 Kongshou Duilian), oppure con le armi (器械对练 Qixie Duilian, oppure 兵械对练 Bingxie Duilian) o ancora mano nuda contro armi (徒手对器械, Tushou dui Qixie).
Il Duilian è anche una categoria da competizione nel Wushu moderno o sportivo. Nei libri cinesi in cui vengono descritti questi esercizi in coppia solitamente si utilizzano per indicare le parti interpretate dai due opponenti 甲 Jia e 乙 Yi, che sono i primi Tiangan.